# Xia Chang

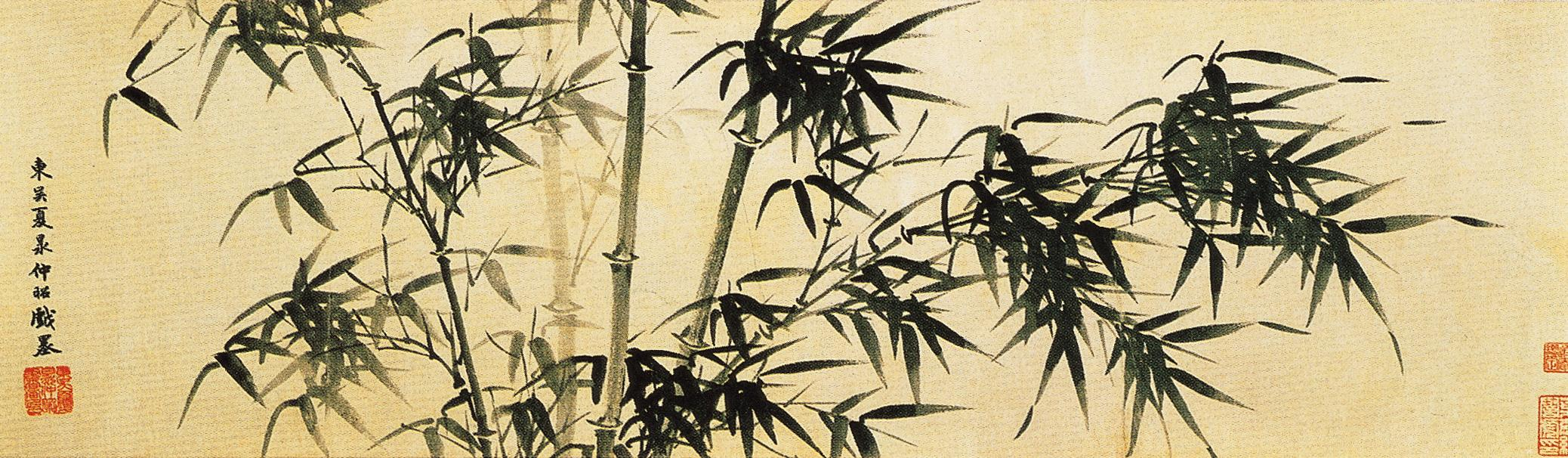
Vrije wind op de rivier de Qi, gewassen inkt op papier, collectie Nationaal Paleismuseum

Xia Chang (Chinees: 夏昶; 1388–1470) was een Chinees kunstschilder en regeringsambtenaar die leefde tijdens de Ming-periode. Zijn omgangsnaam was Zhongzhao (仲昭) en zijn artistieke namen Yufeng (玉峰) en Zizai jushi (自在居士). Xia was gespecialiseerd in bamboeschilderingen, die hij in vloeiende, krachtige penseelstreken uitvoerde in de stijl van zijn tijdgenoot Wang Fu (1362-1416).

## Leven
Xia Chang werd in september 1388 als Zhu Chang geboren in Kunshan, vlak bij Suzhou (Jiangsu). In 1415 behaalde hij de hoogste graad – de jinshi (進士) – in het Chinees examenstelsel en trad hij toe aan de Hanlin-academie. Van 1422 tot zijn pensioen in 1457 bekleedde Xia Chang diverse bestuurlijke functies, zoals secretaris, prefect van Jiangxi en vice-minister van het Hof van Keizerlijke Offers.